# Gibberifera
Gibberifera es un género de polillas tortrícidas perteneciente a la tribu Eucosmini, de la subfamilia Olethreutinae, orden Lepidoptera. Fue descrito por Obraztsov en 1946.

## Especies
- Gibberifera alba Kawabe y Nasu, 1994
- Gibberifera angkhangensis Kawabe y Nasu, 1994
- Gibberifera clavata Zhang y Li, 2004
- Gibberifera glaciata Meyrick, 1907
- Gibberifera hepaticana Kawabe y Nasu, 1994
- Gibberifera mienshana Kuznetzov, 1971
- Gibberifera monticola Kuznetzov, 1971
- Gibberifera nigrovena Kawabe y Nasu, 1994
- Gibberifera obscura Diakonoff, 1964
- Gibberifera qingchengensis Nasu y Liu, 1996
- Gibberifera similis Kuznetzov, 1971
- Gibberifera simplana Fischer von Rslerstamm, 1836
- Gibberifera yadongensis Nasu y Liu, 1996